# Borgofranco d'Ivrea
Borgofranco d'Ivrea (Borghfranch in piemontese, Bürg in töitschu) è un comune italiano di 3 406 abitanti della città metropolitana di Torino in Piemonte.

## Storia
Da Borgofranco d'Ivrea, in epoca romana, passava la via delle Gallie, strada romana consolare fatta costruire da Augusto per collegare la Pianura Padana con la Gallia. 
Il 3/02/1929 Il comune di Bajo Dora cessa di esistere e viene accorpato a Borgofranco 

### Simboli
Lo stemma e il gonfalone del comune di Borgofranco d'Ivrea sono stati concessi con decreto del presidente della Repubblica del 14 aprile 1980.

## Geografia fisica
Il territorio si estende dalle pendici del massiccio del Mombarone a quelle del monte Cavallaria poste dalla parte opposta della vallatta il territorio e tagliato in 2 dalla dora Baltea che divide l'abitato centrale dall'abitato di Bajo Dora. Il Centro dell' paese e sovrastato dal Monte buono a ovest e dall' monte rosello a sud est. Borgo confina a est con Chiaverano e Andrate a Sud con Montalto e Lessolo a Ovest con Brosso e a Nord con Quassolo, Nomaglio e Settimo Vittone.
Alcuni pezzi del territorio rientrano nel parco dei 5 laghi d'Ivrea.

## Monumenti e luoghi di interesse

### I Balmetti

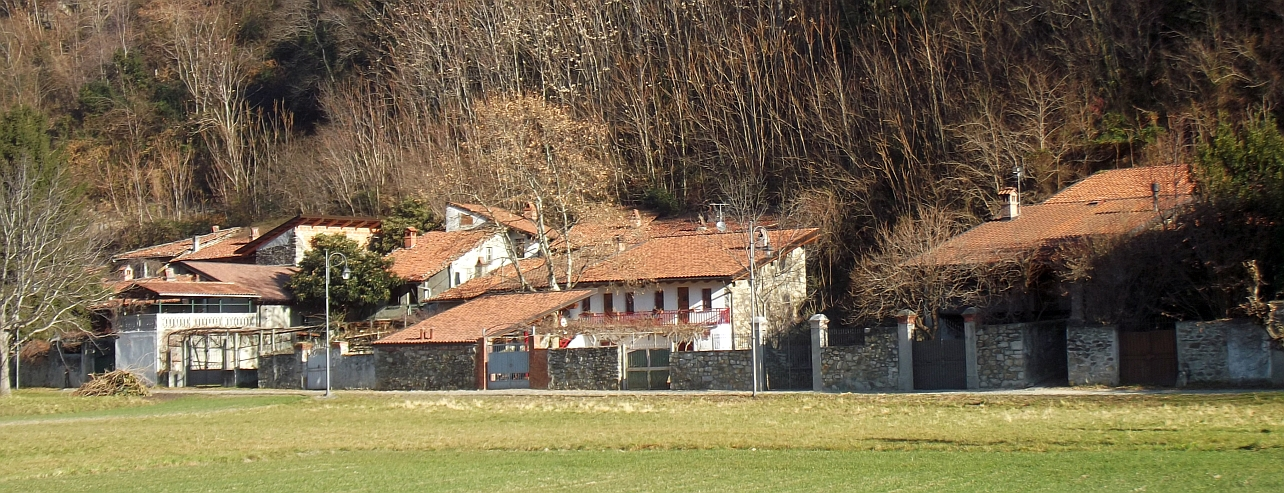
I Balmetti

Caratteristici di questa zona del Canavese, si tratta di cavità naturali della montagna, adattati nei secoli dagli abitanti a cantine e deposito di alimenti, in cui la temperatura è costante grazie a circolazione d'aria provocata da complessi fenomeni geotermici naturali.
 Il termine balmetti (balmit nella variante canavesana della lingua piemontese) deriva da balma, e cioè riparo sotto roccia, caverna.

### Via Francigena

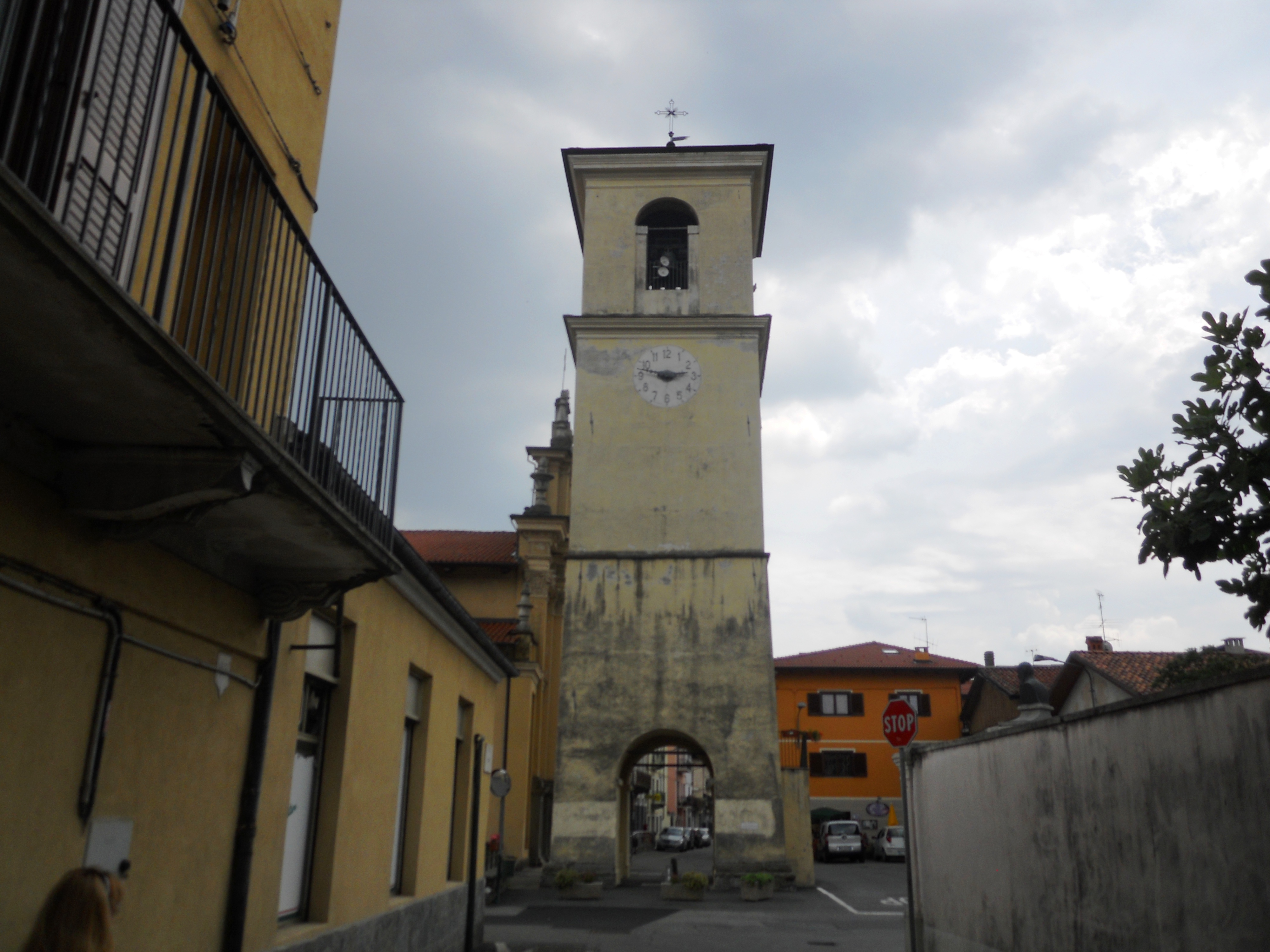
Torre campanaria, punto di passaggio della Via Francigena

Il concentrico, le frazioni Ivozio e San Germano e la via dei Balmetti si trovano inseriti nel percorso della Via Francigena in territorio piemontese, nella sua variante Canavesana, che successivamente si dirige verso Montalto Dora ed Ivrea.

## Società

### Evoluzione demografica
Abitanti censiti

### Etnie e minoranze straniere
Secondo i dati Istat al 31 dicembre 2017, i cittadini stranieri residenti a Borgofranco d'Ivrea sono 256, così suddivisi per nazionalità, elencando per le presenze più significative:
1. Romania, 120
2. Marocco, 32
3. Kosovo, 21
4. Burundi, 21

## Economia

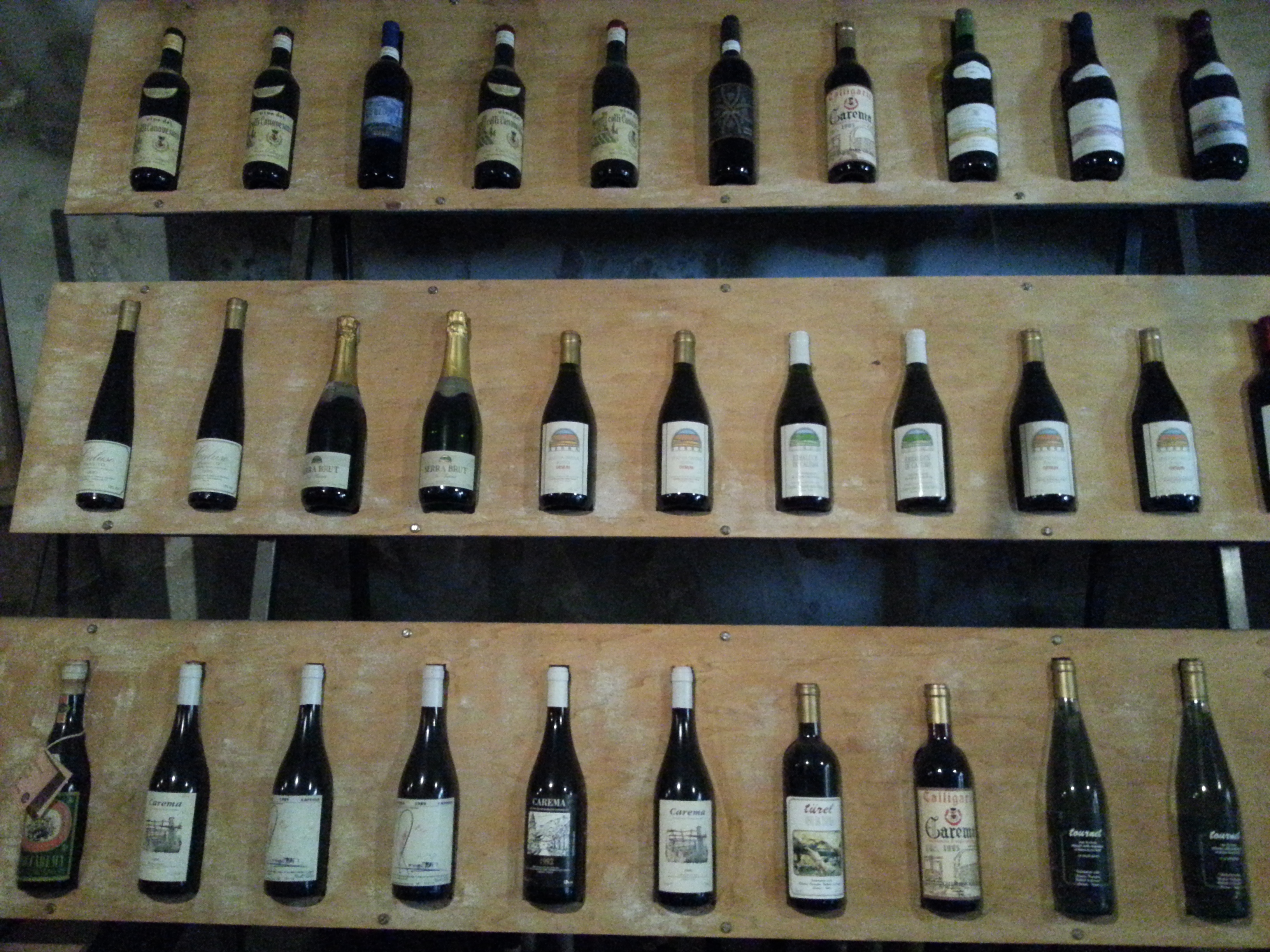
Bottiglie di vini locali conservate in un balmetto

### Prodotti tipici
Tipici di Borgofranco sono i canestrelli, un tipico dolce del Canavese che qui vengono, fin dal Medioevo, prodotti stampigliando sulla cialda lo stemma delle casate del paese e mantenuti molto sottili.
Tra i vini sono da segnalare, oltre al vino dei Balmetti anche i DOC Carema e Erbaluce.

## Infrastrutture e trasporti
È presente una Stazione ferroviaria sulla linea Chivasso-Ivrea-Aosta. Il comune è collegato ad Ivrea, Biella e Pont-Saint-Martin tramite Bus. 
Rete urbana di Ivrea pullman 3 San Germano 
Il pullman 5 Quassolo nella frazione di Bajo

## Amministrazione
Di seguito è presentata una tabella relativa alle amministrazioni che si sono succedute in questo comune.
| Periodo        | Periodo        | Primo cittadino  | Partito                                                        | Carica  | Note   |
| -------------- | -------------- | ---------------- | -------------------------------------------------------------- | ------- | ------ |
| 27 giugno 1985 | 28 maggio 1990 | Claudio Ferrando | Partito Comunista Italiano                                     | Sindaco | [ 13 ] |
| 28 maggio 1990 | 24 aprile 1995 | Claudio Ferrando | Partito Democratico della Sinistra, Partito Comunista Italiano | Sindaco | [ 13 ] |
| 24 aprile 1995 | 14 giugno 1999 | Fausto Francisca | centro-destra                                                  | Sindaco | [ 13 ] |
| 14 giugno 1999 | 14 giugno 2004 | Fausto Francisca | centro-destra                                                  | Sindaco | [ 13 ] |
| 14 giugno 2004 | 8 giugno 2009  | Vincenzo Baruzzi | lista civica                                                   | Sindaco | [ 13 ] |
| 8 giugno 2009  | 26 maggio 2014 | Fausto Francisca | lista civica                                                   | Sindaco | [ 13 ] |
| 26 maggio 2014 | 27 maggio 2019 | Livio Tola       | lista civica Per la libertà                                    | Sindaco | [ 13 ] |
| 27 maggio 2019 | in carica      | Fausto Francisca | lista civica                                                   | Sindaco | [ 13 ] |

### Gemellaggi
- Embrun